# کوله ساره
کوله ساره، روستایی از توابع بخش موچش شهرستان کامیاران در استان کردستان ایران است. این روستا در دهستان گاورود واقع شده است. این روستا در مسیر جاده‌ای سنندج - کامیاران قرار دارد. بعد از سه راه گاوشان، بریدگی سمت راست به روستا می‌رسد. مسیر کوله ساره، در ادامه مسیره جاده‌های سربناو و نجف‌آباد می‌باشد. در همین مسیر روستاهایی چون: سربناو، نجف‌آباد، ماسان، سرچی، طاء، هندیمن، فارس‌آباد، فرج‌آباد و ... قرار دارد. در زمان نگارش این مقاله، این روستا برای دختران دارای مقاطع تحصیلی ابتدایی، راهنمایی و دبیرستان است و برای پسران دارای مقاطع ابتدایی و راهنمایی است. این مسیر یک شاهرگ مواصلاتی برای روستاهای بالادست می‌باشد. افرادی که قصد صعود به قله عوالان را دارند، علاوه بر مسیر نشور، از این روستا هم می‌توانند به نوک قله برسند. روستای کوله ساره دارای امکانات رفاهی همچون پست بانک، قنادی، تعمیرگاه، لوازم الکتریکی و .‌‌‌‌‌.. می‌باشد.

## جمعیت
این روستا در دهستان گاورود قرار دارد و براساس سرشماری مرکز آمار ایران در سال ۱۳۸۵، جمعیت آن ۱۶۵۰ نفر (۳۷۳خانوار) بوده‌است.